# Norgesmesterskabet i klatring
Norgesmesterskabet i klatring er blevet arrangeret årligt siden 1994 Norges Klatreforbund.

## Vindere (kvinder)

### Led
| År   | Guld                                    | Sølv                                    | Bronze                                  | Noter                                   |
| 1994 | Gry Hansen                              | Therese Nøst                            | Linda Tøssebro                          | [ 1 ]                                   |
| 1995 | Gry Hansen                              | Magnhild Hatløy                         | Liva Ihle Vatne                         | [ 2 ]                                   |
| 1996 | Gry Hansen                              | Hilde Marie Furnes                      | Tina Jørgensen                          | [ 3 ]                                   |
| 1997 | Gry Hansen                              | Hilde Marie Furnes                      | Marte Mortensen                         | [ 4 ]                                   |
| 1998 | Gry Hansen                              | Helene Belle Laszlo                     | Linn Karin Stendal                      | [ 5 ]                                   |
| 1999 | Gry Hansen                              | Helene Belle Laszlo                     | Linn Karin Stendal                      | [ 6 ]                                   |
| 2000 | Helene Belle Laszlo                     | Linn Karin Stendal                      | Marianne Blom Brodersen                 | [ 7 ]                                   |
| 2001 | Linn Karin Stendal                      | Edle Johannessen                        | Helene Belle Laszlo                     | [ 8 ]                                   |
| 2002 | Linn Karin Stendal                      | Malin Folkestad                         | Edle Johannessen                        | [ 9 ]                                   |
| 2003 | Linn Karin Stendal                      | Eli Ringstad Skeid                      | Malin Folkestad                         | [ 10 ]                                  |
| 2004 | Linn Karin Stendal                      | Edle Johannessen                        | Malin Folkestad                         | [ 11 ]                                  |
| 2005 | Linn Karin Stendal                      | Malin Folkestad                         | Eli Ringstad Skeid                      | [ 12 ]                                  |
| 2006 | Hannah Midtbø                           | Linn Karin Stendal                      | Therese Johansen                        | [ 13 ]                                  |
| 2007 | Linn Karin Stendal                      | Hannah Midtbø                           | Malin Folkestad                         | [ 14 ]                                  |
| 2008 | Linn Karin Stendal                      | Malin Folkestad                         | Hannah Midtbø                           | [ 15 ]                                  |
| 2009 | Hannah Midtbø                           | Tina Johnsen Hafsaas                    | Maria Sandbu                            | [ 16 ]                                  |
| 2010 | Tina Johnsen Hafsaas                    | Marie Sund                              | Sissel Nordland                         | [ 17 ]                                  |
| 2011 | Maria Sandbu                            | Anine Eriksen                           | Sunniva Hammerås                        | [ 18 ]                                  |
| 2012 | Tina Johnsen Hafsaas                    | Maria Sandbu                            | Ragnhild Eriksrud                       | [ 19 ]                                  |
| 2013 | Tina Johnsen Hafsaas                    | Anine Eriksen                           | Malin Holmberg                          | [ 20 ]                                  |
| 2014 | Hannah Midtbø                           | Malin Holmberg                          | Ragnhild Eriksrud                       | [ 21 ]                                  |
| 2015 | Maria Sandbu                            | Martine Limstrand                       | Ragnhild Eriksrud                       | [ 22 ]                                  |
| 2016 | Tina Johnsen Hafsaas                    | Hannah Midtbø                           | Maria Sandbu                            | [ 23 ]                                  |
| 2017 | Tina Johnsen Hafsaas                    | Hannah Midtbø                           | Therese Johansen                        | [ 24 ]                                  |
| 2018 | Tina Johnsen Hafsaas                    | Maria Sandbu                            | Lisa-Marie Kvandahl                     | [ 25 ]                                  |
| 2019 | Tina Johnsen Hafsaas                    | Camilla Pettersen                       | Lisa-Marie Kvandahl                     | [ 26 ]                                  |
| 2020 | aflyst på grund af Coronaviruspandemien | aflyst på grund af Coronaviruspandemien | aflyst på grund af Coronaviruspandemien | aflyst på grund af Coronaviruspandemien |
| 2021 | Mia Støver Wollebæk                     | Eline Wittersø Næsheim                  | Sunniva Eik Haave                       | [ 27 ]                                  |

### Bouldering
| År   | Guld                 | Sølv                 | Bronze                  | Noter  |
| 2003 | Bente Kjøll Øverbø   | Linn Karin Stendal   | Edle Johannessen        | [ 10 ] |
| 2006 | Therese Johansen     | Birgit Nesheim       | Sunniva Hammerås        | [ 13 ] |
| 2007 | Hannah Midtbø        | Therese Johansen     |                         | [ 28 ] |
| 2008 | Hannah Midtbø        | Therese Johansen     | Reidun Bolsø            | [ 29 ] |
| 2009 | Hannah Midtbø        | Eli Ringstad Skeid   | Joana Maria Aderi       | [ 30 ] |
| 2010 | Therese Johansen     | Hannah Midtbø        | Maria Sandbu            | [ 17 ] |
| 2011 | Maria Sandbu         | Malin Holmberg       | Caroline Løftingsmo     | [ 18 ] |
| 2012 | Tina Johnsen Hafsaas | Birgit Nesheim       | Marianne Blom Brodersen | [ 19 ] |
| 2013 | Therese Johansen     | Tina Johnsen Hafsaas | Anine Eriksen           | [ 31 ] |
| 2014 | Hannah Midtbø        | Mie Kastet           | Anine Eriksen           | [ 32 ] |
| 2015 | Hannah Midtbø        | Maria Sandbu         | Martine Limstrand       | [ 33 ] |
| 2016 | Hannah Midtbø        | Mie Kastet           | Tina Johnsen Hafsaas    | [ 23 ] |
| 2017 | Hannah Midtbø        | Tina Johnsen Hafsaas | Mie Kastet              | [ 34 ] |
| 2018 | Tina Johnsen Hafsaas | Sunniva Eik Haave    | Maria Sandbu            | [ 24 ] |
| 2019 | Lisa-Marie Kvandahl  | Maria Sandbu         | Ida-Sofie Pettersen     | [ 25 ] |
| 2020 | Sunniva Eik Haave    | Bibiana Dahle Ness   | Tuva Eik Haave          | [ 26 ] |
| 2021 | Sunniva Eik Haave    | Ingrid Kindlihagen   | Mie Kastet              | [ 35 ] |
| 2022 | Sunniva Eik Haave    | Ingrid Kindlihagen   | Sunniva Øvre-Eide       | [ 36 ] |

### Speed
| År   | Guld                   | Sølv              | Bron<e                       | Noter  |
| 2017 | Ingrid Helene Amundrud | Lea Schmitthenner | Marie Aagaard Lauridsen      | [ 37 ] |
| 2018 | Tina Johnsen Hafsaas   | Sunniva Eik Haave | Lisa-Marie Kvandahl          | [ 25 ] |
| 2021 | Ingrid Kindlihagen     | Regine Storå      | Oda Emilie Aagaard Lauridsen | [ 38 ] |

## Vindere (mænd)

### Led
| År   | Guld                               | Sølv                                     | Bronze                             | Noter                              |
| 1994 | Robert Caspersen                   | Håkon Fredsvik Hansen Christoffer Fossli | –                                  | [ 39 ]                             |
| 1995 | Håkon Fredsvik Hansen              | Frank Sæthre                             | Pål Benum Reiten                   | [ 40 ]                             |
| 1996 | Morten Josephson                   | Martin Reimers                           | Christoffer Fossli                 | [ 3 ]                              |
| 1997 | Håkon Fredsvik Hansen              | Dag Sigvart Kaada                        | Christoffer Fossli                 | [ 4 ]                              |
| 1998 | Robert Caspersen                   | Pål Benum Reiten                         | Martin Reimers                     | [ 5 ]                              |
| 1999 | Christoffer Fossli                 | Pål Benum Reiten                         | Lars Terjesen                      | [ 6 ]                              |
| 2000 | Christoffer Fossli                 | Martin Mobråten                          | Vegard Aksnes                      | [ 7 ]                              |
| 2001 | Christoffer Fossli                 | Jon Egil Auestad                         | Magne Tjelmeland                   | [ 8 ]                              |
| 2002 | Pål Benum Reiten                   | Sindre Sæther                            | Stian Christophersen               | [ 9 ]                              |
| 2003 | Pål Benum Reiten                   | Jarle Risa                               | Flemming Rasmussen                 | [ 10 ]                             |
| 2004 | Sindre Sæther                      | Pål Benum Reiten                         | Erik Assum                         | [ 11 ]                             |
| 2005 | Magnus Midtbø                      | Sindre Sæther                            | Erik Assum                         | [ 12 ]                             |
| 2006 | Magnus Midtbø                      | Sindre Sæther                            | Jarle Kalland                      | [ 13 ]                             |
| 2007 | Magnus Midtbø                      | Martin Mobråten                          | Kristoffer Thorbjørnsen            | [ 14 ]                             |
| 2008 | Magnus Midtbø                      | Sindre Sæther                            | Tomas Tobiassen                    | [ 15 ]                             |
| 2009 | Magnus Midtbø                      | Martin Mobråten                          | Tomas Tobiassen                    | [ 16 ]                             |
| 2010 | Magnus Midtbø                      | Eirik Birkelund Olsen                    | John Henry Nilssen                 | [ 17 ]                             |
| 2011 | Magnus Midtbø                      | Stian Christophersen                     | John Henry Nilssen                 | [ 18 ]                             |
| 2012 | Magnus Midtbø                      | Jan Eivind Danielsen                     | John Henry Nilssen                 | [ 19 ]                             |
| 2013 | Magnus Midtbø                      | Jakob Heber Norum                        | Endre Sandø Evensen                | [ 20 ]                             |
| 2014 | Magnus Midtbø                      | Sindre Sæther                            | Jakob Heber Norum                  | [ 21 ]                             |
| 2015 | Magnus Midtbø                      | Martin Mobråten                          | Endre Sandø Evensen                | [ 22 ]                             |
| 2016 | Magnus Midtbø                      | John Henry Nilssen                       | Thilo Schröter                     | [ 23 ]                             |
| 2017 | John Henry Nilssen                 | Thilo Schröter                           | Lars Ole Gudevang                  | [ 24 ]                             |
| 2018 | Martin Mobråten                    | Thilo Schröter                           | Håvard Helgesen                    | [ 25 ]                             |
| 2019 | Leo Ketil Bøe                      | Thilo Schröter                           | Stian Christophersen               | [ 26 ]                             |
| 2020 | avlyst på grunn av koronapandemien | avlyst på grunn av koronapandemien       | avlyst på grunn av koronapandemien | avlyst på grunn av koronapandemien |
| 2021 | Leo Ketil Bøe                      | Håvard Helgesen                          | Ørjan Rødland Vaage                | [ 27 ]                             |

### Bouldering
| År   | Guld                 | Sølv                   | Bronze                | Noter  |
| 2003 | Jarle Risa           | Morten Gulliksen       | Jon Endre Hausberg    | [ 10 ] |
| 2006 | Jan Eivind Danielsen | Lars Ole Gudevang      | Dag Sigvart Kaada     | [ 13 ] |
| 2007 | Magnus Midtbø        | Tomas Tobiassen        |                       | [ 41 ] |
| 2008 | Magnus Midtbø        | Stian Christophersen   | Sindre Sæther         | [ 29 ] |
| 2009 | Stian Christophersen | Tomas Tobiassen        | Steffen Breivik       | [ 30 ] |
| 2010 | Magnus Midtbø        | Stian Christophersen   | Robin Mjelle          | [ 17 ] |
| 2011 | Magnus Midtbø        | Jarle Risa             | John Henry Nilssen    | [ 18 ] |
| 2012 | Robin Mjelle         | Eirik Birkelund Olsen  | Rune Osvold           | [ 19 ] |
| 2013 | Magnus Midtbø        | John Henry Nilssen     | Thilo Schröter        | [ 31 ] |
| 2014 | Magnus Midtbø        | Thilo Schröter         | Jakob Heber Norum     | [ 32 ] |
| 2015 | Thilo Schröter       | Kenneth Elvegård       | Magnus Midtbø         | [ 33 ] |
| 2016 | Thilo Schröter       | Magnus Midtbø          | Stian Christophersen  | [ 23 ] |
| 2017 | Thilo Schröter       | Erik Grandelius        | Audun Bratrud         | [ 34 ] |
| 2018 | Tarjei Hamre         | Ian Hollows            | Markus Bülow-Berntzen | [ 24 ] |
| 2019 | Thilo Schröter       | Kristoffer Klev        | Endre Sandø Evensen   | [ 25 ] |
| 2020 | Jon Pål Hamre        | Albert Ilsaas Suthurst | Thilo Schröter        | [ 26 ] |
| 2021 | Thilo Schröter       | Leo Ketil Bøe          | Matteo Manzoni        | [ 35 ] |
| 2022 | Per Ravlo-Caspersen  | Arne Farestveit        | Thilo Schröter        | [ 36 ] |

### Speed
| År   | Guld             | Sølv               | Bronze                 | Noter  |
| 2017 | Eivind Kittelsen | Christian Eliassen | Albert Ilsaas Suthurst | [ 37 ] |
| 2018 | Nicolay Stien    | Hauk Steinsson Lem | Leo Ketil Bøe          | [ 25 ] |
| 2021 | Nicolay Stien    | Martin Berntsen    | Joakim Sveen           | [ 38 ] |